# Шпайхерштадт
Шпайхерштадт (нім. Speicherstadt, досл. «місто складів») — найбільший у світі район складських приміщень, в якому всі будівлі споруджені на дерев'яних фундаментах. Розташований у порту міста Гамбурга. Загальна протяжність району становить 1,5 км. Будівництво розпочалося 1883 року й було завершене 1927 року. Район було засновано як порто-франкову зону для безмитної торгівлі. 5 липня 2015 року Шпайхерштадт було занесено до списку Світової спадщини ЮНЕСКО.

## Історія
З 1815 року вільне місто Гамбург було членом Німецького союзу, проте не входило до складу Німецького митного союзу. 1871 року, після утворення Німецької імперії місто втратило статус зони безмитної торгівлі та увійшло до складу імперії. Проте за договором 1888 року Гамбург знову став зоною безмитної торгівлі та отримав статус вільного порту.
1883 року почалося будівництво Шпайхерштадту, для цього довелося знести квартали Кервідер та Вандрам, закладені в XVI столітті, й переселити більше 20000 осіб. За дорученням уряду Гамбурга відомий підприємець і фотограф Георг Коппманн створив велику кількість світлин найважливіших споруд, вулиць, площ та каналів Кервідера та Вандрама У 1885—1888 роках було споруджено першу чергу комплексу будівель з цегли в неоготичному стилі. Фундаменти всіх споруд було зроблено з тисяч дубових паль.
1888 року відбулося урочисте закладання замко́вого каменю Шпайхерштадту за участю Вільгельма II. 1898 року Шпайхерштадт був на дві третини готовий, будівництво в східній частині кварталу було завершено до початку Першої світової війни (1914). Спочатку Шпайхерштадт складався з 17 (сьогодні 15) комплексів складських споруд, які були позначені за абеткою літерами A–X, при цьому літери F та I було опущено. А заплановані блоки Y та Z так і не було збудовано. Адміністрування складським кварталом було передано спеціально створеному для цієї мети акціонерному товариству Hamburger Freihafen-Lagerhaus-Gesellschaft. З 1927 року єдиним акціонером цього товариства стало місто Гамбург.

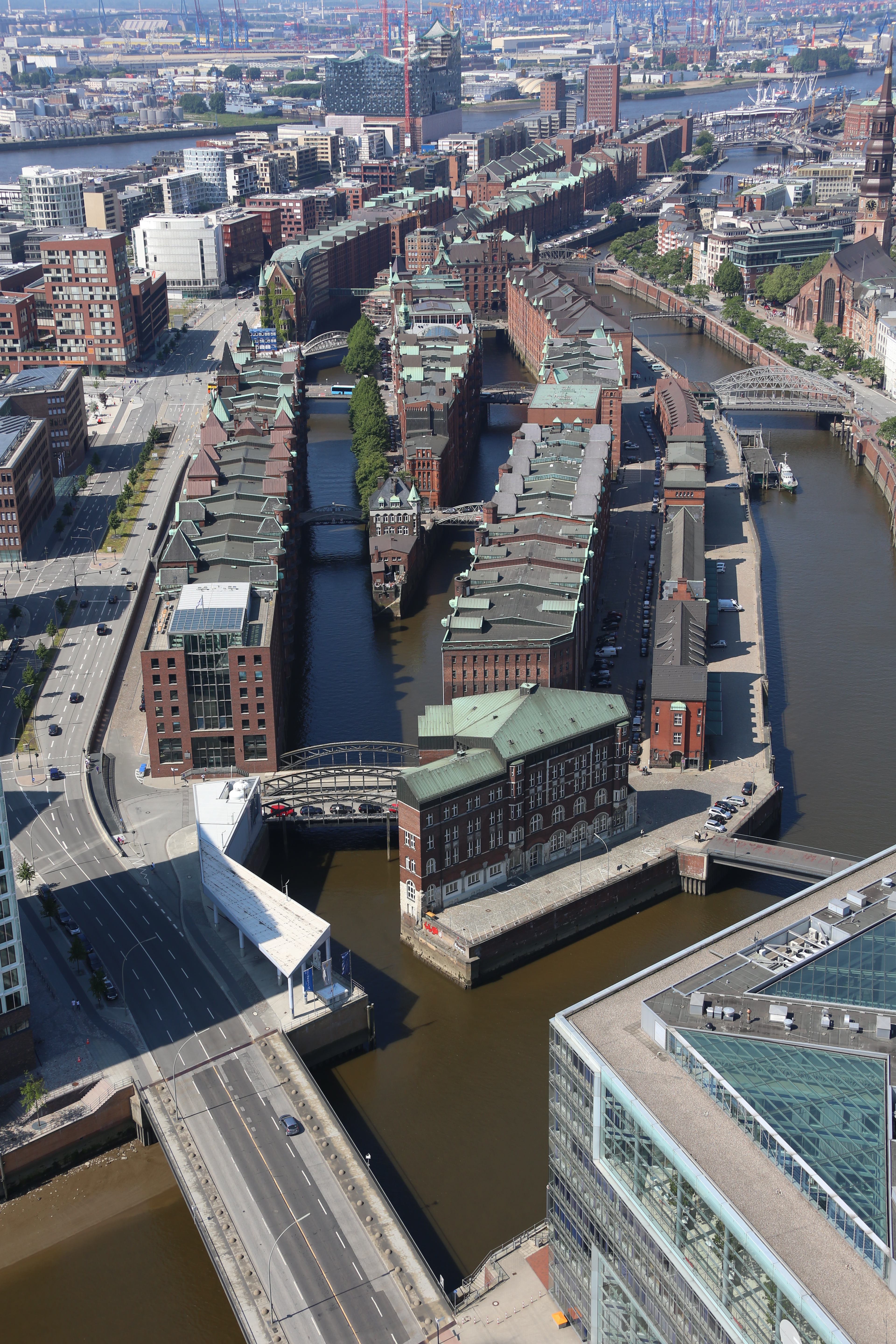
Шпайхерштадт з висоти пташиного польоту.
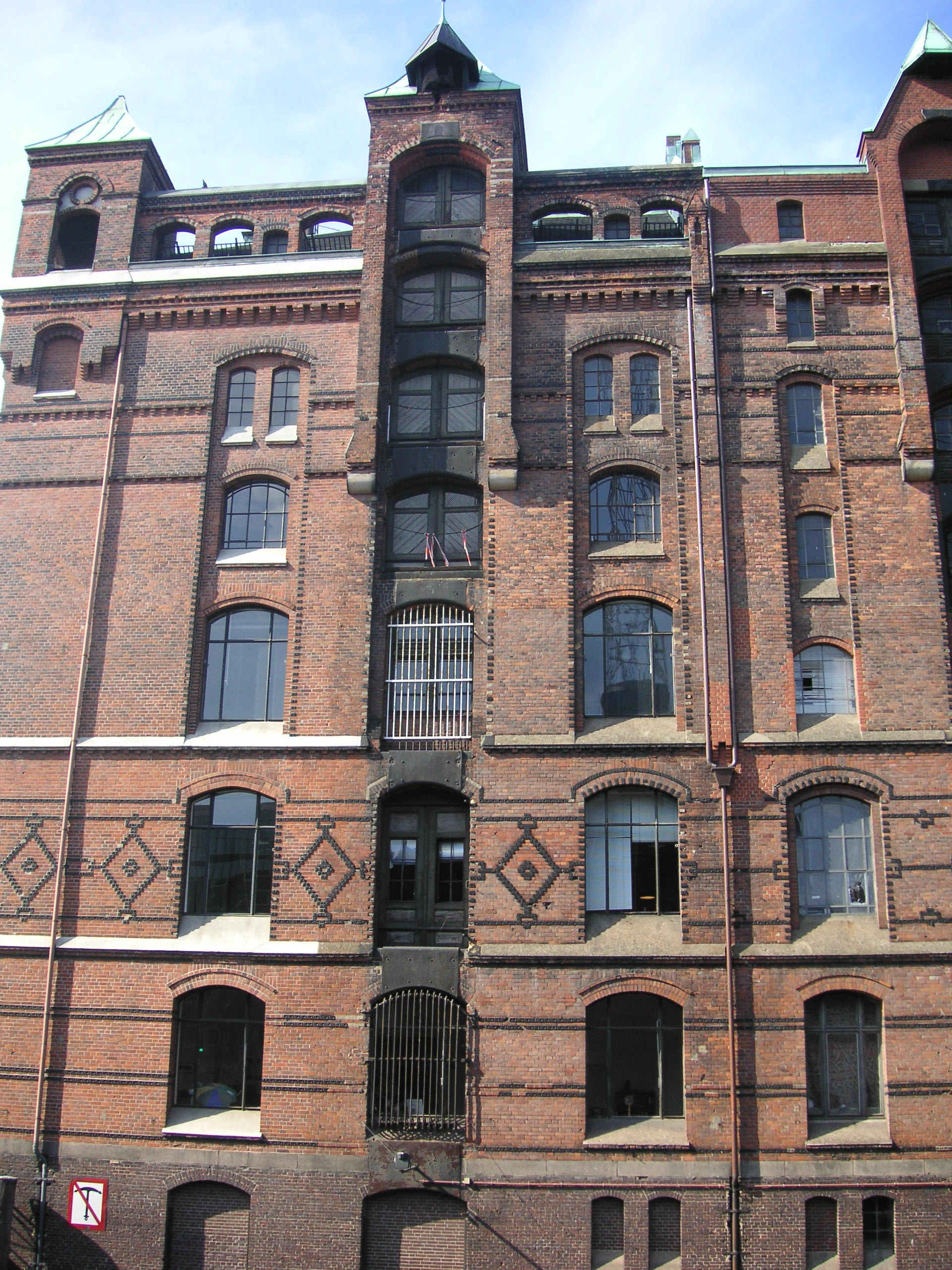
Фасади будівель Шпайхерштадта.
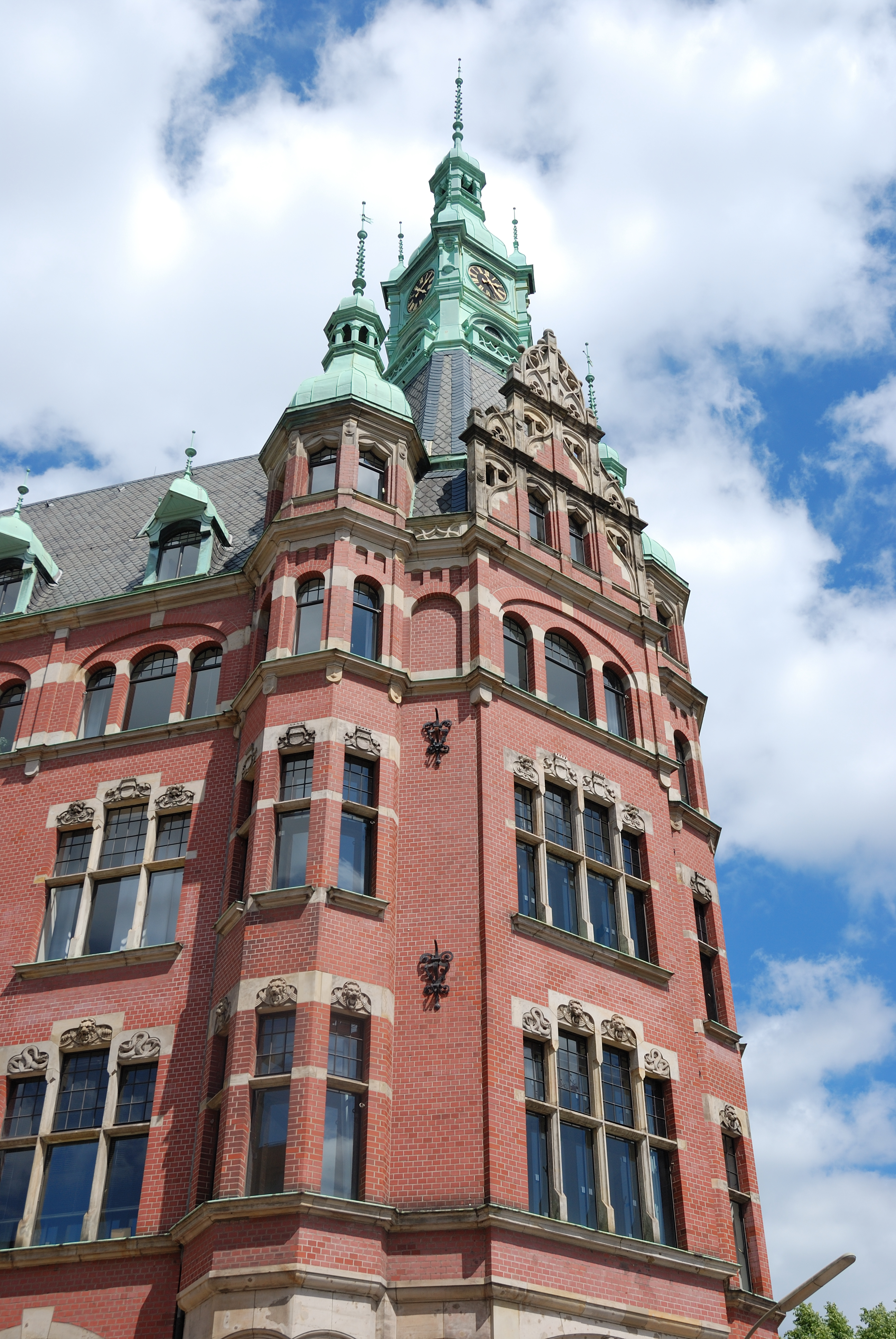
Гафенратгаус у Шпайхерштадті.

Під час Другої світової війни у ході бомбардування міста авіацією союзників було знищено близько 50 % будівель Шпайхерштадту. Деякі з них були повністю зруйновані й пізніше не відновлювалися. Нині на їхньому місці знаходиться торговий центр.
1967 року було завершено відбудову Шпайхерштадту відповідно до оригінальних планів.
1991 року Шпайхерштадт отримав статус об'єкта спадщини Гамбурга.
Перехід на контейнерні перевезення та автоматизація обліку товарів призвели до переведення основних операцій з завантаження, розвантаження та зберігання товарів у інше місце, а Шпайхерштадт як система складів втратив своє первинне значення. 2003 року було перенесено митний кордон порту Гамбурга й Шпайхерштад опинився за його межами. Зараз складські приміщення використовують за прямим призначенням насамперед для зберігання імпортованих килимів.
2008 році Шпайхерштадт став частиною нового кадастрового кварталу Гафенсіті. 5 липня 2015 року Шпайхерштадт було занесено до списку Світової спадщини ЮНЕСКО.